# Prisca Chesang
Prisca Chesang (* 7. August 2003) ist eine ugandische Leichtathletin, die sich auf den Langstreckenlauf spezialisiert hat.

## Sportliche Laufbahn
Erste internationale Erfahrungen sammelte Prisca Chesang im Jahr 2021, als sie sich im 5000-Meter-Lauf für die Olympischen Sommerspiele in Tokio qualifizierte und dort mit 15:25,72 min in der Vorrunde ausschied. Anschließend gewann sie bei den U20-Weltmeisterschaften in Nairobi in 16:21,78 min die Bronzemedaille über 5000 m und belegte in 9:03,44 min den vierten Platz im 3000-Meter-Lauf. Im Jänner 2022 wurde sie beim Juan Muguerza Crosslauf in 26:33 min Dritte und im August gewann sie bei den U20-Weltmeisterschaften in Cali in 15:31,17 min erneut die Bronzemedaille über 5000 Meter. Bei den Crosslauf-Weltmeisterschaften 2023 in Bathurst gelangte sie mit 34:42 min auf Rang sieben im Einzelrennen und gewann in der Teamwertung die Bronzemedaille hinter den Teams aus Kenia und Äthiopien. Im August schied sie bei den Weltmeisterschaften in Budapest mit 15:37,02 min im Vorlauf über 5000 Meter aus.
2022 wurde Chesang ugandische Meisterin im 1500- sowie 5000-Meter-Lauf.

## Persönliche Bestzeiten
- 1500 Meter: 4:08,15 min, 12. Juni 2021 in Nizza (ugandischer U20-Rekord)
- 3000 Meter: 8:48,85 min, 23. Februar 2023 in Melbourne
- 5000 Meter: 15:05,39 min, 8. Juni 2021 in Hengelo
- 10-km-Straßenlauf: 32:34 min, 5. März 2023 in Hobart